# Skoten

Lebensraum der Skoten (blassgrün) um das Jahr 800.

Die Skoten (lateinisch Scot(t)i) waren ein keltischer Volksstamm in Irland. Vom 3. bis zum 5. Jahrhundert führten sie Raubzüge in Nordbritannien durch und siedelten schließlich dort (Dalriada).
Seit dem 5. Jahrhundert wurden sie christianisiert und entwickelten die iroschottische Kirche. Im frühen Mittelalter waren iroschottische Wandermönche eine tragende Säule der Mission auf dem europäischen Festland (iroschottische Mission).
Der skotische König Kenneth MacAlpin († 858), Sohn eines Skoten und einer Piktin, vereinigte 843 sein Königreich Dál Riata mit dem der Pikten und gab dem nördlichen Teil Britanniens den Namen Schottland.